# تيلكوة (مقاطعة دهغلان)
تيلكوة (بالفارسية: تیلکوه) هي قرية تقع في قسم ايلان الشمالي الريفي (مقاطعة دهغلان) في إيران. يقدر عدد سكانها بـ 158 نسمة .